# CF Brăila în sezonul 1978-1979

## Echipă
| Nr. |         | Poziție | Jucător             |
| --- | ------- | ------- | ------------------- |
| -   | România | P       | Ungureanu           |
| -   | România | P       | Ștefan Enăchescu    |
| -   | România | P       | Nicolae Eftene      |
| -   | România | P       | Șerban Trofin       |
| -   | România | F       | Vasile Darie        |
| -   | România | F       | Ionel Moroianu      |
| -   | România | F       | Simion              |
| -   | România | F       | Ionel Panțuru       |
| -   | România | F       | Nicolae Mihalache   |
| -   | România | F       | Ion Mititelu        |
| -   | România | F       | Oprea               |
| -   | România | F       | Gheorghiță          |
| -   | România | F       | Roșioru             |
| -   | România | F       | Cristache           |
| -   | România | F       | Mihai               |
| -   | România | F       | Aurel Marin         |
| -   | România | M       | Gheorghe Cațaros    |
| -   | România | M       | Nicu Pârlog         |
| -   | România | M       | Miron Tudose        |
| -   | România | M       | Urmeș               |
| -   | România | M       | Titu                |
| -   | România | M       | Chițu               |
| -   | România | M       | Burlacu             |
| -   | România | M       | Lică Luca           |
| -   | România | M       | Ion Nicușor         |
| -   | România | M       | Gheorghe Huba       |
| -   | România | M       | Adrian Petrache     |
| -   | România | M       | Neacșu              |
| -   | România | A       | Dumitru Bulancea    |
| -   | România | A       | Grigore Traian      |
| -   | România | A       | Constantin Telegraf |
| -   | România | A       | Burlan              |
| -   | România | A       | Jirlăianu           |
| -   | România | A       | Georgel Ologu       |
| -   | România | A       | Vizireanu           |
| -   | România | A       | Jipa                |

## Transferuri

### Sosiri
| Post | Jucător | De la echipa | Sumă de transfer | Dată |  | ---- |
| ---- | ------- | ------------ | ---------------- | ---- |  | ---- |

### Plecări
| Post | Jucător | De la echipa | Sumă de transfer | Dată |  | ---- |
| ---- | ------- | ------------ | ---------------- | ---- |  | ---- |